# Narodowa Dyktatura
Narodowa Dyktatura (port. Ditadura Nacional) – nazwa okresu w historii państwa portugalskiego, trwającego od 1926 do 1933 roku. W okresie tym obowiązywała konstytucja z 1911 roku, w związku z czym oficjalną nazwą państwa była Republika Portugalska (port. República Portuguesa). W Portugalii istniał wtedy dyktatorski system rządów, sprawowanych przez wojskowych. Dobiegł on końca wraz z uchwaleniem w 1933 roku nowej konstytucji, w oparciu o którą Portugalia stała się autorytarną republiką zwaną Nowym Państwem (port. Estado Novo).
Zgodnie z treścią niektórych publikacji okres Narodowej Dyktatury (1926–1933) oraz okres istnienia Nowego Państwa (1933–1974) są zbiorczo określane mianem Drugiej Republiki Portugalskiej; inne z kolei odnoszą tę nazwę wyłącznie do Nowego Państwa.

## Historia
28 maja 1926 roku komandor José Mendes Cabeçadas przekazał prezydentowi Pierwszej Republiki Portugalskiej Bernardino Machado petycję dotyczącą utworzenia niepartyjnego rządu. W tym samym czasie generał Manuel Gomes da Costa rozpoczął w Bradze wojskowy zamach stanu, który poparła Narodowa Gwardia Republikańska. Pucz obalił władze Republiki i wyniósł do władzy Costę. 9 lipca generałowie António Óscar de Fragoso Carmona oraz João José Sinel de Cordes odsunęli od władzy Costę i ogłosili prezydentem, premierem oraz ministrem wojny José Mendesa Cabeçadasa. Niedługo później Carmona przejął urząd premiera, zaś w 1928 roku został prezydentem. W tym samym roku Carmona w obliczu zbliżającego się kryzysu finansowego powierzył urząd ministra finansów profesorowi ekonomii uniwersytetu w Coimbrze António de Oliveirze Salazarowi.
Salazar, otrzymawszy pełne uprawnienia w zakresie wydatków, zgromadził wokół siebie cywilną elitę intelektualistów i biurokratów mających nadzorować przebieg ożywienia gospodarczego. Znakiem rozpoznawczym rządów Salazara stały się nadwyżki budżetowe, umożliwiające finansowanie programów socjalnych, dozbrojenie armii oraz rozbudowę infrastruktury. Rozwój ten sprawił, że współpracę z Salazarem podjęły różne partie polityczne i grupy interesu, w tym monarchiści, konserwatywni republikanie, faszyści, nacjonaliści, duchowni, przedsiębiorcy, posiadacze ziemscy i członkowie establishmentu wojskowego.
W 1930 roku Salazar na krótko objął funkcję ministra kolonii. Wychodził on z założenia, że kolonie i ich relacje z Portugalią mają fundamentalne znaczenie dla politycznego i gospodarczego rozwoju Portugalii. Podczas sprawowania urzędu przygotował składający się z 47 artykułów Akt Kolonialny, który opisywał nadrzędne zasady polityki kolonialnej. Zapisy Aktu zmniejszyły kompetencje władz kolonii i zredukowały ich autonomię na rzecz większego podporządkowania Ministerstwu Kolonii i administracji centralnej. Dokument ustanowił także politykę nadzoru względem populacji Wysp Świętego Tomasza i Książęcej, Gwinei, Angoli, Mozambiku oraz Timoru. Z kolei mieszkańcy Wysp Zielonego Przylądka, Państwa Indii i Makau otrzymali specjalny status.
Reformy Antónia de Oliveiry Salazara jako ministra finansów pozwoliły ustabilizować portugalską gospodarkę i wyciągnąć ją z kłopotów finansowych. Przysporzyły także samemu Salazarowi popularności w społeczeństwie. Mając to na uwadze w lipcu 1932 roku Carmona powierzył Salazarowi stanowisko premiera. W następnym roku rząd Salazara przygotował projekt nowej konstytucji, który portugalskie społeczeństwo zatwierdziło w zorganizowanym 19 marca 1933 roku referendum konstytucyjnym. Zapisy nowej ustawy zasadniczej umożliwiły zastąpienie wojskowej dyktatury autorytarną, korporacjonistyczną, monopartyjną republiką zwaną Nowym Państwem, w której pełnię władzy sprawował Salazar.